# Supercoppa ceca 2021 (pallavolo femminile)
La Supercoppa ceca 2021, 1ª edizione della Supercoppa nazionale di pallavolo femminile, si è svolta il 20 settembre 2021: al torneo hanno partecipato due squadre di club ceche e la vittoria finale è andata per la prima volta al Dukla Liberec.

## Formula
Secondo il regolamento, la partita doveva svolgersi fra il Dukla Liberec, vincitrice dell'Extraliga 2020-21, e l'Olomouc, vincitrice della Coppa della Repubblica Ceca 2020-21. A ridosso del torneo, tuttavia, quest'ultima si è dovuta ritirare dall'incontro per gravi problemi di salute delle proprie atlete e al suo posto è stato ripescato l'Olymp Praha, terzo classificato nel secondo torneo nazionale (la finalista di Coppa, prima possibile ripescata, era proprio il Dukla Liberec).
Le squadre hanno disputato una gara unica.

## Squadre partecipanti
| Squadra       | Qualificazione                            |
| ------------- | ----------------------------------------- |
| Dukla Liberec | Vincitrice Extraliga 2020-21              |
| Olymp Praha   | 3ª in Coppa della Repubblica Ceca 2020-21 |

## Torneo
| 20 settembre 2021 Sportovní hala Dukla Liberec, Liberec Durata: 1h:09 - Spettatori: 324 | Dukla Liberec | 3 - 0 | Olymp Praha | 25-13, 25-16, 25-17 |